# Drury Curzon Drury-Lowe

Sir Drury Curzon Drury-Lowe, 1883

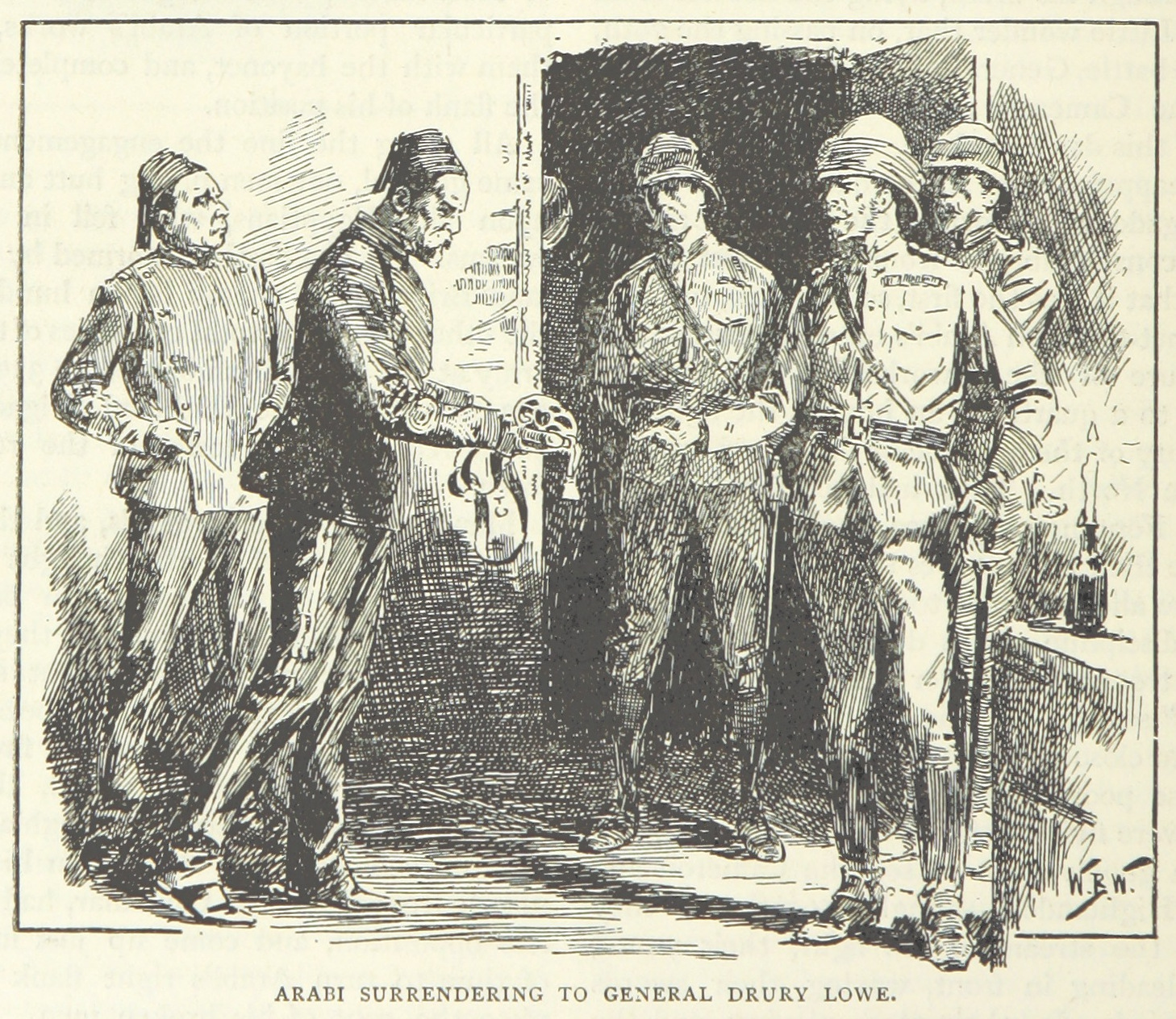
Drury-Lowe nimmt die Kapitulation Urabis entgegen

Sir Drury Curzon Drury-Lowe GCB (geborener Holden, * 3. Januar 1830 in Aston-on-Trent, Derbyshire; † 6. April 1908 in Bath, Somerset) war ein britischer Generalleutnant. Er kämpfte in verschiedenen britischen Kolonialkriegen.

## Leben
Drury Curzon Drury-Lowe wurde unter dem Namen Drury Curzon Holden als zweiter Sohn des William Drury Holden (1802–1877) aus dessen Ehe mit Caroline Esther Curzon, Tochter des 2. Baron Scarsdale, auf dem Gut seines Vaters, Aston Lodge in Derbyshire, geboren. Sein Vater zog mit der Familie mehrfach um, so dass er auch in Bedfordshire und Italien aufwuchs. 1849 änderte sein Vater den Namen der Familie zu „Holden“ zu „Drury-Lowe“, als er nach dem Tod seiner Mutter die Ländereien von deren Familie, insbesondere die Güter Locko Park und Denby in Derbyshire, erbte.
Nach dem Abschluss eines Studiums am Corpus Christi College der Universität Oxford trat Drury Curzon Drury-Lowe im Juli 1854 als Cornet des 17th Regiment of (Light) Dragoons in die British Army ein. Im November 1854 zum Lieutenant befördert, nahm er 1855 am Krimkrieg teil. Dort kämpfte er in der Schlacht an der Tschernaja und der Belagerung von Sewastopol. Im November 1856 wurde er zum Captain befördert. 1858 bis 1859 diente Drury-Lowe zur Zeit des Sepoyaufstandes in Britisch-Indien und wurde Erwähnt im Kriegsbericht. Im Juni 1862 erwarb er eine Beförderung zum Major seines Regiments, das im August 1861 zum 17th Regiment of Lancers umbenannt worden war. Im Juni 1866 wurde er zum Lieutenant-Colonel und im Juni 1871 zum Colonel befördert.
Nach der Katastrophe in der Schlacht bei Isandhlwana 1879 wurden Verstärkungen aus dem gesamten Empire nach Südafrika gesandt, auch das 17th Regiment of Lancers. Er führte sein Regiment im Zulukrieg und zeichnete sich in der Schlacht bei Ulundi, bei der er leicht verwundet wurde, besonders aus. Dafür wurde er im selben Jahr als Companion in den Order of the Bath aufgenommen. 1881 übernahm das Kommando über die Kavalleriebrigade im Transvaal im Ersten Burenkrieg.
Im Dezember 1881 wurde er zum Major-General befördert und nahm 1882 am Anglo-Ägyptischen Krieg zur Niederschlagung der Urabi-Bewegung teil. Er führte die aus der schweren und der bengalischen Brigade bestehende Kavalleriedivision. Mit dieser nahm er Mahsama ein und kämpfte bei Kassassin und in der Schlacht von Tel-el-Kebir. Am Tag nach der Schlacht erreichte Drury-Lowe als Erster Kairo. Sein Eintreffen um 3 Uhr morgens überraschte die Garnison, so dass er die Stadt kampflos besetzten und die Kapitulation Urabi Paschas entgegennehmen konnte. Für seine Leistungen im Feldzug wurde er am 18. November 1882 als Knight Commander des Order of the Bath geadelt und empfing den Dank des House of Commons. Nach Großbritannien zurückgekehrt, übernahm Drury-Lowe das Kommando über die Kavalleriebrigade in der Garnison Aldershot und war von 1885 bis 1891 Generalinspekteur der Kavallerie. Im April 1890 wurde er zum Lieutenant-General befördert. 1892 wurde er Colonel of the Regiment des 17th Regiment of Lancers. 1895 wurde er anlässlich seiner Versetzung in den Ruhestand zum Knight Grand Cross des Order of the Bath erhoben.
Er erwarb als Wohnsitz das Anwesen Keydell House bei Horndean in Hampshire und starb 1908 in Bath, Somerset. Sein Grab befindet sich in Denby, Derbyshire. Seine 1876 geschlossene Ehe mit Elizabeth Smith blieb kinderlos.